# سلام سرزمین من
سلام سرزمین من فیلمی به کارگردانی  و نویسندگی اکبر خامین ساختهٔ سال ۱۳۶۷ است.

## بازیگران
- شهلا میربختیار
- جمشید شاه‌محمدی
- محمدرضا کسرایی
- حسن اکلیلی
- غلامرضا گرشاسبی
- مهرناز فاطمی
- عصمت دوات ساز
- اکبر قاسمی
- کیومرث محمودی
- حمید تحویلیان
- آزاده تحویلیان
- عباس مختاری
- محمد نمازی
- فاطمه دخت شفیعی
- فاضل اجبوری
- ابوالقاسم فرقانی
- محمدرضا قومی
- پری کربلایی
- محمد انصاری
- رضا طاهری
- مهری مظاهری
- محمداسماعیل کاظمی
- لهراسب مرادی
- آسیه کلانی